# 长白忍冬
长白忍冬（学名：Lonicera ruprechtiana）是忍冬科忍冬属的植物。分布在西伯利亚、远东地区、朝鲜以及中国大陆的东北等地，生长于海拔300米至1,100米的地区，见于阔叶林下和林缘，目前尚未由人工引种栽培。

## 异名
- Lonicera ruprechtiana Regel var. calvescens Rehd.

## 形态特征
落叶灌木，高达3米；幼枝和叶柄被绒状短柔毛，枝疏被短柔毛或无毛；凡小枝、叶柄、叶两面、总花梗和苞片均疏生黄褐色微腺毛。冬芽约有6对鳞片。叶纸质，矩圆状倒卵形、卵状矩圆形至矩圆状披针形，长(3～)4～6(～10)厘米，顶渐尖或急渐尖，基部圆至楔形或近截形，有时两侧不等，边缘略波状起伏或有时具不规则浅波状大牙齿，有缘毛，上面初时疏生微毛或近无毛，下面密被短柔毛；叶柄长3～8毫米；总花梗长6～12毫米，疏被微长白忍冬13
长白忍冬柔毛；苞片条形，长5～6毫米，长超过萼齿，被微柔毛；小苞片分离，圆卵形至卵状披针形，长为萼筒的1/4～1/3，无毛或具腺缘毛；相邻两萼筒分离，长2毫米左右，萼齿卵状三角形至三角状披针形，干膜质，长1毫米左右；花冠白色，后变黄色，外面无毛，筒粗短，长4～5毫米，内密生短柔毛，基部有1深囊，唇瓣长8～11毫米，上唇两侧裂深达1/2～2/3处，下唇长约1厘米，反曲；雄蕊短于花冠，花药长约3毫米，花丝着生于药隔的近基部，基部有短柔毛；花柱略短于雄蕊，全被短柔毛，柱头粗大。果实桔红色，圆形，直径5～7毫米；种子椭圆形，棕色，长3毫米左右，有细凹点。花期5～6月，果熟期7～8月。

## 生长习性
生于阔叶林下或林缘，海拔300～1100米。喜光，耐阴，耐旱，喜湿润。